# Мехтиев, Мехти Адигёзал оглы
Мехти Адигёзал оглы Мехтиев (азерб. Mehdi Adıgözəl oğlu Mehdiyev; 20 октября 1895, с. Каракёллу, Джебраильский уезд, Елизаветпольская губерния, Российская империя — 14 октября 1937) — советский азербайджанский партийный и государственный деятель.

## Биография
Родился в 1895 году в селении Каракёллу Джебраильского уезда Елизаветпольской губернии Российской империи (ныне село в составе Физулинского района Республики Азербайджан).
В 1911 году окончил Шушинское училище. Работал в Донбассе, в 1915 году переехал в Туркестан. В ноябре 1917 году вступил в красногвардейский отряд, участвовал в боях на Бухарском и Оренбургском фронтах, а затем — против Колчака и Деникина. В 1921 году был направлен на работу в Азербайджан. Занимал ряд ответственных постов.
- В 1921 — инструктор Карягинского уездного комитета КП(б) Азербайджана.
- 1922 — председатель Карягинского уездного земельного комитета (Азербайджанская ССР)
- заведующий Организационным отделом Карягинского уездного комитета КП(б) Азербайджана
- заведующий Организационным отделом Ленкоранского уездного комитета КП(б) Азербайджана
- ответственный секретарь Шемахинского уездного комитета КП(б) Азербайджана
- В 1932 — 1-й секретарь Агджабединского районного комитета КП(б) Азербайджана
- 1-й секретарь Агдашского районного комитета КП(б) Азербайджана
- В 1934 — 12.1936 1-й секретарь Нахичеванского областного комитета КП(б) Азербайджана

Исключен 25 марта 1937 года из состава Пленума Нахобкома АКП(б) «за антипартийное поведение, полную потерю бдительности и за связь с враждебными, преступными элементами». После этого до ареста работал директором Пивоваренного з-да в Баку. 
Арестован в июле 1937 года как член антисоветской, повстанческо-террористической организации буржуазных националистов в Азербайджане, занимавшийся вредительской деятельностью.
13 октября 1937 года в течение 15 минут на судебном заседании был вынесен смертный приговор по статьям 64, 69, 70 и 73 УК АзССР, приведенный в исполнение 14 октября. По непонятным причинам акта о расстреле нет. 26 сентября 1957 г. семье было выдано свидетельство о смерти (без указания причины) с фиктивной датой 9 октября 1938 г.
Реабилитирован определением Военной Коллегии Верховного Суда СССР от 12 июля 1957 г. за отсутствием состава преступления.  Исключен из партии 26 июля 1937 г. в связи с арестом, восстановлен посмертно решением Бюро ЦК КП Азербайджана от 3 декабря 1957 г. 

## Семья
Жена — Мехтиева Сетара (Ситара) Гусейн кызы (род. 1907 / 1910 — ?), азербайджанка, уроженка города Карягин Азербайджанской ССР. Арестована на следующий день после расстрела мужа, 15 октября 1937 как ЧСИР. Приговорена ОСО при НКВД СССР 9 декабря 1937 к 8 годам ИТЛ. Прибыла в Карлаг 02.02.1938 из тюрьмы г. Баку. Освобождена 07.12.1946. 